# خومیتسه
خومیتسه (به لهستانی:  Chomice) یک روستا در لهستان است که در گمینا سوکووه واقع شده‌است. خومیتسه ۸۰ نفر جمعیت دارد.